# Nettingsdorf Challenger 1999
Il Nettingsdorf Challenger 1999 è stato un torneo di tennis facente parte della categoria ATP Challenger Series nell'ambito dell'ATP Challenger Series 1999. Il torneo si è giocato a Nettingsdorf in Austria dal 2 all'8 agosto 1999 su campi in terra rossa.

## Vincitori

### Singolare
Attila Sávolt ha battuto in finale  Markus Hipfl con il punteggio di 6–1, 6–0

### Doppio
Georg Blumauer /  Alexander Peya hanno battuto in finale  Marcelo Charpentier /  Jose Frontera con il punteggio di 6–7, 6–3, 7–6